# Tuszów (gmina)
Tuszów – dawna gmina wiejska istniejąca w XIX wieku w guberni lubelskiej. Siedzibą władz gminy był Tuszów.
Za Królestwa Polskiego gmina Tuszów należała do powiatu lubelskiego w guberni lubelskiej.
Gmina została zniesiona w 1874 roku, a z jej obszaru i z obszaru zniesionej gminy Strzyżewice utworzono gminę Piotrowice.